# Silsden
Silsden är en stad och civil parish i Bradford i West Yorkshire i England. Orten har 8 268 invånare (2011). Byn nämndes i Domedagsboken (Domesday Book) år 1086, och kallades då Siglesdene.